# Robert Partridge
Robert Partridge (* 11. September 1985 in Wrexham) ist ein ehemaliger britischer Straßenradrennfahrer aus Wales.

## Sportliche Laufbahn
Robert Partridge begann seine Karriere 2006 bei dem britischen Continental Team Recycling.co.uk. 2006 sowie 2008 gewann er jeweils eine Etappe bei den Girvan Three Days und wurde Zweiter in der Gesamtwertung. 2007 wurde er britischer Meister im Straßenrennen der U23-Klasse. Beim FBD Insurance Rás belegte er den dritten Platz in der Gesamtwertung. 2012 belegte er bei der britischen Zeitfahrmeisterschaft Platz vier.

## Erfolge
2007
- Britischer Meister – Straßenrennen (U23)

## Teams
- 2006 Recycling.co.uk
- 2007 Recycling.co.uk (ab 22. Juni)
- 2008 Rapha Condor-Recycling.co.uk
- 2009 Team Halfords
- 2010 Endura Racing
- 2011 Endura Racing
- 2012 Endura Racing
- 2013 Team UK Youth
- 2014 Giordana Racing Team
- 2015 NFTO
- 2016 NFTO
- 2017 BIKE Channel Canyon (bis 10. September)